# Carlo Alighiero
Carlo Alighiero, nom de scène de Carlo Animali (né à Ostra le 2 février 1927 et mort à Rome le 11 septembre 2021) est un acteur, doubleur, metteur en scène et dramaturge italien.

## Biographie
Carlo Alighiero de son vrai nom Carlo Animali est né en 1927 à Ostra dans la province d'Ancone. Après avoir fréquenté l'Accademia di Belle Arti di Brera et l' Accademia Nazionale d'Arte Drammatica à Rome il fait ses débuts au théâtre en 1952 à Padoue avec une tragédie classique, l'Agamemnon d'Eschyle et est engagé par Vittorio Gassman dans Hamlet. Il a ensuite travaillé avec la Compagnia dei Giovani, au Stabile de Trieste, et avec Salvo Randone au Stabile de Bari.
Dans les années 1970, il lance le projet d'une formation théâtrale indépendante, en partenariat avec Elena Cotta, qu'il a rencontrée à Milan en 1949,.
À la télévision, il est le narrateur d'Homère dans L'Odyssée de Franco Rossi. Il est apparu dans Maigret avec Gino Cervi et des séries télévisées avec Andrea Camilleri et Anton Giulio Majano. Au cinéma il est apparu dans divers films de Dario Argento, Damiano Damiani, Sergio Martino et Lucio Fulci. Comme acteur de doublage, il a été choisi par Anthony Quinn pour le doublage en langue italienne.
Carlo Alighiero est mort à Rome le 11 septembre 2021.

## Filmographie partielle

### Cinéma
- 1969 : Mon oncle Benjamin d'Édouard Molinaro.
- 1969 : Le Chat à neuf queues (Il gatto a nove code) de Dario Argento.
- 1969 : Cinq Hommes armés ( Un esercito di 5 uomini) de Don Taylor et Italo Zingarelli.
- 1970 : Ici Londres… la colombe ne doit pas voler (La colomba non deve volare) de Sergio Garrone.
- 1971 : L'Étrange Vice de madame Wardh (Lo strano vizio della Signora Wardh) de Sergio Martino.
- 1973 : Rue de la violence ou Polices parallèles en action (Milano trema: la polizia vuole giustizia) de Sergio Martino.
- 1975 : À en crever (Morte sospetta di una minorenne) de Sergio Martino.
- 1975 : L'Accusé (La Polizia accusa: il servizio segreto uccide) de Sergio Martino.
- 1975 : Le Parfum du diable (La città gioca d'azzardo) de Sergio Martino.
- 1976 : Brigade spéciale (Roma a mano armata) d'Umberto Lenzi.

### Télévision
- 1968 : L'Odyssée (voix off) de Franco Rossi, Piero Schivazappa et Mario Bava.
- Le inchieste del commissario Maigret (littéralement « Les enquêtes du commissaire Maigret »), série télévisée italienne en seize épisodes réalisée par Mario Landi, et diffusée du 27 décembre 1964 au 17 septembre 1972 sur la RAI.